# Кирилл (архимандрит Единоверческого Корсунского монастыря)
Кирилл (1764—1826) — архимандрит Единоверческого Корсунского монастыря. 
О мирской жизни Кармазинского сведений почти не сохранилось, известно лишь, что он родился в 1764 году. 
Из числа братии единоверческого корсунского монастыря был избран по жребию в настоятели монастыря. По представлению преосвященного екатеринославского Платона, утвержден Священным Синодом в должности настоятеля с возведением в сан игумена 19 апреля 1809 года. 
Ввиду его особенных заслуг по устройству монастыря и привлечению раскольников к единоверию, с высочайшего соизволения, отец Кирилл был возведен в сан архимандрита по определению Священного Синода 2 декабря 1812 года, что являлось особым отличием, так как Корсунский монастырь был не штатный, а в таких монастырях архимандритам было быть не положено.
Архимандрит Кирилл скончался 6 сентября 1826 года.